# Abellio Rail LINT
De LINT ook wel Alstom type Coradia LINT 41 genoemd is een dieselmechanisch motorrijtuig of treinstel, een zogenaamde light train met lagevloerdeel voor het regionaal personenvervoer van Abellio Rail.

## Geschiedenis
De LINT is ontworpen door fabrikant Linke-Hofmann-Busch (LHB) uit Salzgitter. Het acroniem LINT staat voor "Leichter Innovativer Nahverkehrstriebwagen".
Abellio Rail NRW is een Duits openbaarvervoerbedrijf dat in Noordrijn-Westfalen stads- en streekvervoer aanbiedt. Het bedrijf is op 5 juli 2005 opgericht en is gevestigd te Essen. De onderneming maakt deel uit van Abellio GmbH, een dochteronderneming van de Nederlandse Spoorwegen.
Abellio Rail Mitteldeutschland GmbH is een Duits openbaarvervoerbedrijf dat van december 2018 tot december 2032 het Dieselnetz Sachsen-Anhalt, voor de Land Sachsen-Anhalt, de Freistaat Thüringen en Zweckverband Großraum Braunschweig (ZGB) gaat bedienen.

## Constructie en techniek
Het treinstel is opgebouwd uit een aluminium frame met een frontdeel van GVK. Typerend aan dit treinstel is de toepassing van Scharfenbergkoppeling met het grote voorruit. De treinen werden geleverd als tweedelig dieseltreinstel met mechanische transmissie. De trein heeft een lagevloerdeel. Deze treinen kunnen tot drie stuks gecombineerd rijden. De treinen zijn uitgerust met luchtvering.

### Nummers
Deze treinstellen zijn als volgt genummerd:
| Lijst van de Abellio Rail |                 |              |                                          |             |
| Nummer EVB                | Naam            | Eigenaar     | UIC nummer                               | Opmerkingen |
| VT 11 001-1/2             | "Bochum"        | Abellio Rail | 95 80 0648 328-2+95 80 0648 828-1 D-ABRN |             |
| VT 11 002-1/2             | "Herne"         | Abellio Rail | 95 80 0648 329-0+95 80 0648 829-9 D-ABRN |             |
| VT 11 003-1/2             | "Gelsenkirchen" | Abellio Rail | 95 80 0648 330-8+95 80 0648 830-7 D-ABRN |             |

## Treindiensten
De treinen worden sinds 11 december 2005 door Abellio Rail NRW op ingezet het volgend traject.
- RB 46 Nokia-Bahn: Gelsenkirchen - Wanne-Eickel - Bochum

Sinds 9 november 2008 vernoemd in:
- RB 46 Glückauf-Bahn: Gelsenkirchen - Wanne-Eickel - Bochum

De treinen worden sinds 15 december 2015 door Abellio Rail NRW op ingezet het volgend traject.
- S7 Wuppertal Hbf – Remscheid Hbf – Solingen Hbf

De treinen worden tussen december 2016 en december 2019 door Abellio Rail Mitteldeutschland GmbH op ingezet het volgend traject. Na december 2019 worden elektrische treinstellen ingezet.
- RB 32 Wesel – Bocholt

De treinen worden per december 2018 door Abellio Rail NRW op ingezet in Dieselnetz Sachsen-Anhalt, voor de Land Sachsen-Anhalt, de Freistaat Thüringen en Zweckverband Großraum Braunschweig (ZGB)